# Muntaners del Nord
En les obres de J.R.R. Tolkien, els Muntaners del Nord, també coneguts com a Dúnedain del Nord, són els descendents dels dúnedain del regne perdut d'Àrnor.
Després de la destrucció definitiva del Regne del Nord a mans del Rei bruixot d'Àngmar, els dúnedain que el poblaven es van refugiar al sud de Rivendell. A partir d'aleshores van patrullar constantment els límits d'Eriador, sovint vestits amb robes grises i encaputxats, portant llances, arcs i espases. Entre ells conservaven els síndarin, en lloc de la llengua comuna.
El seu nombre, però, anà minvant i el poble dels dúnadan es dispersà. A la fi de la Tercera Edat, quan el seu líder Àragorn demana ajuda urgent, Hàlbarad només és capaç de reunir trenta homes per dirigir-se cap a Ròhan.

## Capitans dels dúnedain
Els Muntaners del Nord eren liderats per un capità, títol hereditari que ostentaven els hereus legítims dels antics regnes d'Àrnor i d'Arthedain, i que tenia els seus orígens en la reialesa de Númenor.
Els capitans dels Dúnedain van ser:
1. Àranarth, fill d'Arvedui d'Arthedain. (1975-2106)[2] Àranarth encara era jove pels estàndards de la seva gent quan el Rei Bruixot va obtenir la victòria i va aconseguir de destruir Arthedain. Al caure la capital de Fónost, la majoria dels seus habitants incloent-hi Àranarth van fugir a Lindon, però el rei Àrvedui va anar a la Badia de Gel de Forochel. Àranarth va demanar a Círdam que enviés un vaixell a rescatar el seu pare, però el vaixell mai no va tornar. Més tard es va saber que s'havia enfonsat amb Àrvedui a bord. Per llinatge, Àranarth s'havia convertit el nou rei, però com que el Reialme del Nord havia quedat destruït no va reclamar el títol. Va unir-se a l'exèrcit de Góndor que venia des del sud capitanejat per Eàrnur i participà en la destrucció d'Àngmar. Un cop foragitat l'enemic, la gent d'Àranarth van passar a ser coneguts com els Muntaners del Nord, i ell va ser nomenat el primer dels seus capitans. Amb el temps, la gent comuna del nord oblidà els orígens reials dels muntaners. Sota el comandament d'Àranarth i els capitans posteriors, els muntaners es van dedicar a protegir les fronteres de l'antic regne d'Àrnor de les restes del mal d'Àngmar, i tenien cura del benestar dels seus habitants. Quan Àranarth tingué un fill, que nasqué a Rivendell sota la protecció de N'Élrond, va donar-li el nom d'Àrahael, mantenint el prefix Ar(a)- que indicava reialesa. Amb el nom pretenia recordar que la seva línia seguia sent la legítima hereva dels regnes dels dúnedain. Àrahael va succeir el seu pare a la seva mort, l'any 2106 de la Tercera Edat.
2. Àrahael (2106-2177) Era fill de Àranarth i net d'Àrvedui, el darrer rei d'Arthedain. Va néixer a Rivendell i allí va ser educat per Élrond mentre el seu pare vivia en la selvatjor, fet el que es va acabar convertint en una tradició entre els capitans dels muntaners. Al morir el seu pare el 2106 de la Tercera Edat, Àrahael es va convertir en el capità dels dúnedain. Sota el seu lideratge es va reduir la influència del mal, en un període que es conegué com la Pau Vigilant, en els que els dúnedain van poder començar a recuperar-se lentament. Tanmateix, Àrnor va continuar estant majoritàriament despoblada, i la ciutat de Fórnost no va ser repoblada i es va acabar convertint en ruïnes. Arahael va morir el 2177 i va ser succeït pel seu fill Àranuir.
3. Àranuir (2177-2247) Va néixer a Rivendell, on va ser educat per Élrond mentre el seu pare Àrahael vivia en la selvatjor. Al morir el seu pare el 2177 de la Tercera Edat, Àranuir es va convertir en el capità dels dúnedain. Aranuir va morir el 2247 i va ser succeït pel seu fill Àravir.
4. Àravir (2247-2319) Va néixer a Rivendell, on va ser educat per Élrond mentre el seu pare Àranuir vivia en la selvatjor. Al morir el seu pare el 2247 de la Tercera Edat, Àravir es va convertir en el capità dels dúnedain. Sota el seu lideratge, el període de tranquil·litat conegut com la Pau Vigilant va arribar al seu final amb el retorn de Sàuron al nord-oest de la Terra Mitjana, tot i que en aquells moments se n'ingorava la presència. Àravir va morir el 2319 i va ser succeït pel seu fill Àragorn I.
5. Àragorn I (2319-2327) Va néixer a Rivendell, on va ser educat per Élrond mentre el seu pare Àravir vivia en la selvatjor. Al morir el seu pare el 2319 de la Tercera Edat, Àragorn es va convertir en el capità dels dúnedain. Va ocupar la posició de capità durant tan sols vuit anys, ja que va ser mort per un grup de llops salvatges el 2327. Des d'aquell moment els llops van romandre a Eriador i els muntaners els hagueren de combatre moltes vegades. Va ser succeït pel seu fill Àraglas. El seu descendent Àragorn que apareix a El Senyor dels Anells va rebre el nom en honor seu.
6. Àraglas (2327-2455) Com els seus predecessors, va néixer a Rivendell on va ser educat per Élrond mentre el seu pare Àragorn vivia en la selvatjor. Un grup de llops salvatges va matar el seu pare el 2327 de la Tercera Edat, i Àraglas es va convertir en el capità dels muntaners quan encara era molt jove per un dúnedain. Va morir l'any 2455, i va ser succeït pel seu fill Àrahad I.
7. Àrahad I (2455-2523) Com els seus predecessors, va néixer a Rivendell on va ser educat per Élrond mentre el seu pare Àraglas vivia en la selvatjor. Al morir el seu pare el 2455 de la Tercera Edat, Àrahad es va convertir en el capità dels dúnedain. Durant el seu lideratge es va confirmar que Sàuron havia tornat a Dol Gúldur, i el període de calma congut com la Pau Vigilant va arribar al seu final. A Rivendell es va convocar el Consell Blanc per tractar l'amenaça i ell en va formar part juntament amb els mags Sàruman i Gàndalf, i els senyors dels elfs més importants. Poc després les Muntanyes Boiroses van ser envaïdes un altre cop per orcs. En un viatge entre Lórien i Rivendell l'esposa d'Élrond Celebrían va ser capturada per orcs i torturada. Va morir l'any 2523, i va ser succeït pel seu fill Àragost.
8. Àragost (2523-2588) Com els seus predecessors, va néixer a Rivendell on va ser educat per Élrond mentre el seu pare Àrahad I vivia en la selvatjor. Al morir el seu pare el 2523 de la Tercera Edat, Àragost es va convertir en el capità dels dúnedain. Amb els dúnedain sota el seu lideratge no es produïren fets remarcables, ja que l'atenció de l'enemic estava centrada al regne de Góndor, on els Éothéod s'havien establert al nou regne de Ròhan.
9. Àravorn (2588-2654)
10. Àrahad II (2654-2719)
11. Àrassuil (2719-2784). Sota el seu lideratge els orcs de les Muntanyes Boiroses es van tornar més atrevits i van iniciar atacs directes contra Eriador. Els muntaners van lluitar moltes batalles per contenir-los, però un grup d'orcs va aconseguir traspassar les seves defenses i arribar a la Comarca, on sota el comandament de Brandobràs Tuc el Braubramador els hòbbits van derrotar-los. L'any 2758 va arribar el Llarg Hivern. Moltes vides es van perdre, i Gàndalf i els muntaners van haver d'ajudar el hòbbits de la Comarca perquè poguessin sobreviure.
12. Àrathorn I (2784-2848). Morí en ser atacat per llops.
13. Àrgonui (2848-2912)
14. Àrador (2912-2930). Morí a mans dels ogres després de ser capturat.
15. Àrathorn II (2930-2933). Morí travessat per una fletxa mentre perseguia orcs.
16. Aragorn II (2933-3019). L'any 3019 Àragorn va ser coronat rei d'Àrnor i Góndor.